# Darja Koerilsjoek
Darja Viktorovna Koerilsjoek (Russisch: Дарья Викторовна Курильчук) (Samara, 14 februari 1998) is een Russisch basketbalspeelster die uitkomt voor het nationale team van Rusland. Ze werd Meester in de sport van Rusland.

## Carrière
Koerilsjoek begon haar carrière in 2013 bij Sparta&K Oblast Moskou Vidnoje. In 2020 ging Koerilsjoek spelen voor Jenisej Krasnojarsk. Na een jaar stapte ze over naar BK Samara. Met Samara werd ze derde om de Beker van Rusland in 2024.
In 2021 speelde Koerilsjoek voor het nationale team van Rusland op het Europees kampioenschap basketbal vrouwen 2021.

## Privé
In 2020 rondde ze haar studie af aan de faculteit Lichamelijke Opvoeding van de Sociale en Pedagogische Universiteit van de Staat Samara.

## Erelijst
- Bekerwinnaar Rusland:
  - Derde: 2024